# 单行本

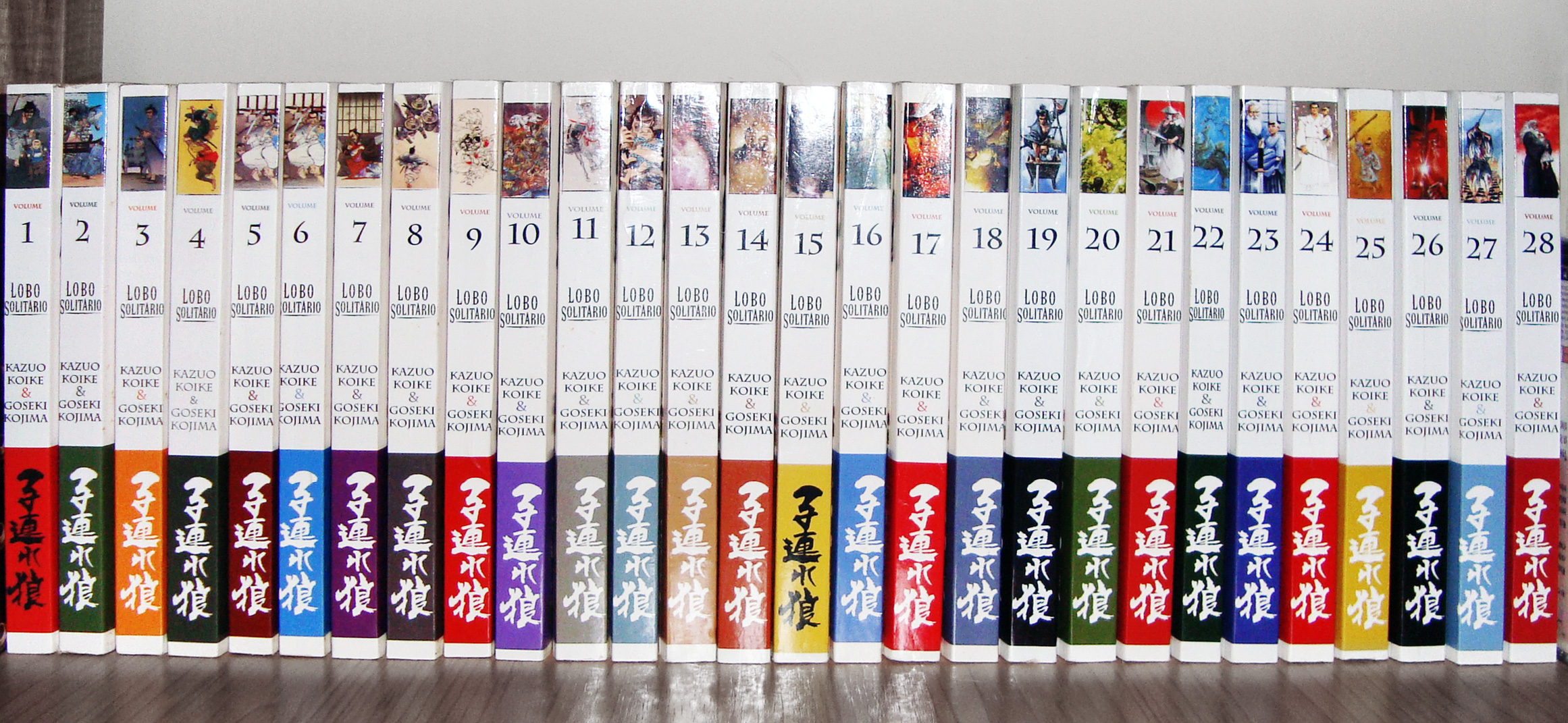
《孤狼与小熊》漫画全集

单行本（日语：／ Tankōbon），源自於日本，指單獨出版、不屬於某一叢書的書籍（漫畫及輕小說方面現時定義有所不同）。單行本大多只有一冊，但如果頁數較多，一本單行本亦可能分數冊出版。「單行本」一詞最初見於久米邦武《美歐回覽實記》中一文（精選版日本国語大辞典）。
普通小說方面，一部小说於媒体（如雜誌或報紙）上連載後，将连载的內容集結重印為一本獨立的、以该作品為題材的書籍，這書籍即是單行本。如果一本單行本不是将一些已刊載内容合辑成一本书出版，而是寫了一本全新內容的書籍，則叫新著單行本。單行本多為精裝書籍，平裝書較少。
單行本出版幾年后，一般會出版平價的文庫本。而在文庫化之前，有的書籍還會先出版novels版。有時單行本和文庫本會同時發售，如宮部美幸的《相思成災》和皮耶·勒梅特的《天上再見》日語版，京極夏彦的《Loups=Garous 2》更是單行本、novels版、文庫本、電子書同時發售。而從2010年左右開始，有越來越多的作品選擇直接發行文庫本，跳過單行本環節。
而漫画及輕小說的單行本則是相對於「雜誌刊載」的概念。一部漫畫或輕小說作品可先後出版數本內容連續的單行本，且不同作品的單行本可在出版社的某一相同系列下發行，開本、裝訂亦都相同，故漫畫及輕小說的單行本可視作叢書的其中一冊。「單行本」一詞的日語羅馬字「tankōbon」在英語或其它語言中即是指這類單行本。

## 相關
- 精裝書
- 文庫本、平裝書
- 完全版漫畫、便利店漫畫（日语：コンビニコミック）、珍藏版漫畫（ハードカバー愛蔵版）
- 總集篇（日语：総集編）
- 網絡漫畫
- 日本輕小說文庫列表#新書、精裝本形式